# Paulys Realencyclopädie der classischen Altertumswissenschaft

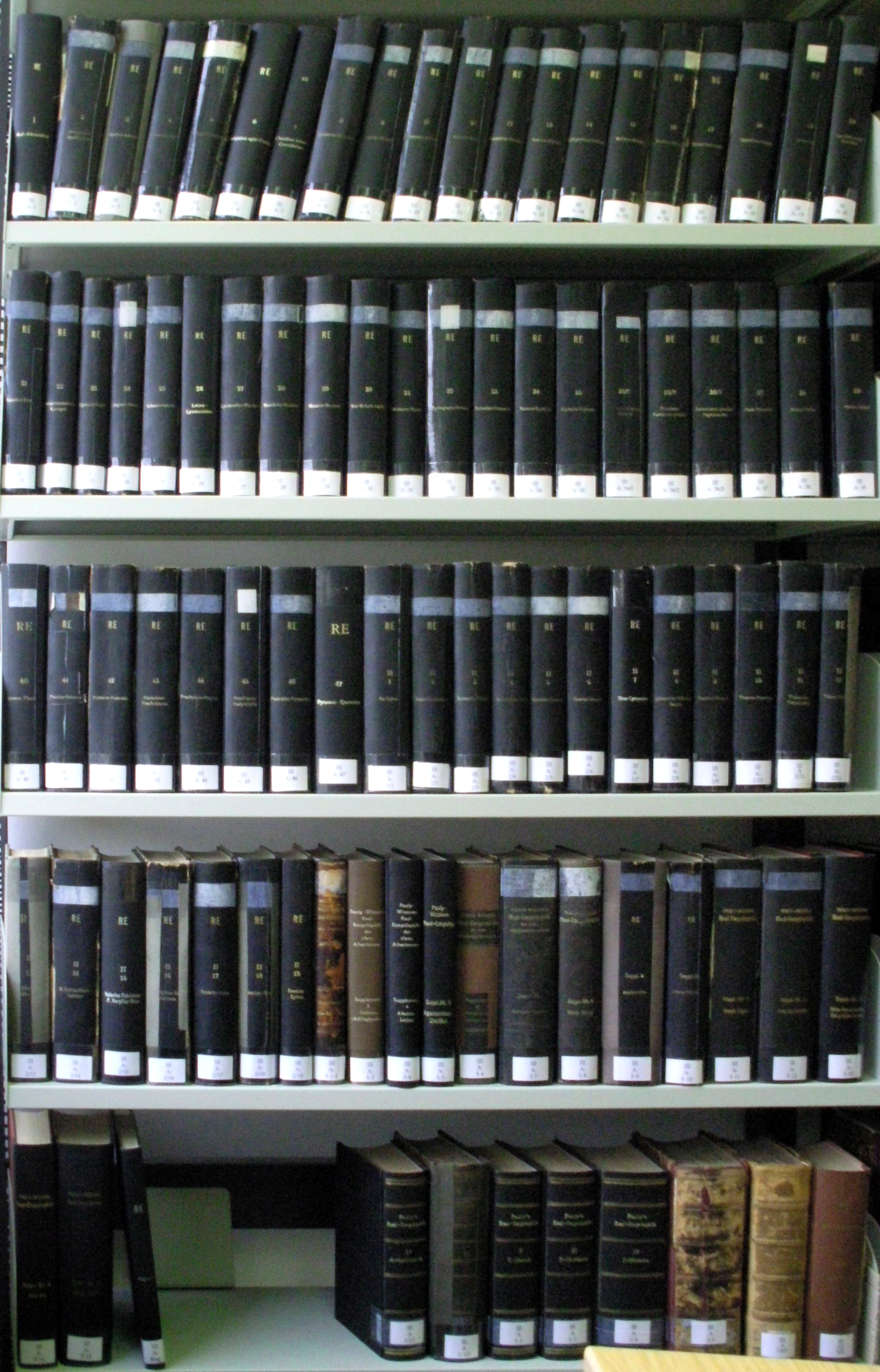
Die RE füllt ein Regal. Rechts unten der „Ur-Pauly“.

Paulys Realencyclopädie der classischen Altertumswissenschaft, auch Pauly-Wissowa (abgekürzt P.-W.) oder Pauly-Wissowa-Kroll, meist einfach nur RE genannt, ist eine umfangreiche und umfassende Enzyklopädie zur Antike, die von 1893 bis 1978 erschienen ist. Sie war als komplette Neubearbeitung des „Ur-Pauly“ konzipiert, der von August Friedrich Pauly begründeten Real-Encyclopädie der classischen Alterthumswissenschaft (1837–1864).
Daneben erschien Der Kleine Pauly (1964–1975) als kompakte, modernisierte und auch für Privatpersonen erschwingliche Ausgabe. Ab 1996 wurde Der Neue Pauly in 12 Bänden herausgegeben, die durch drei Bände Rezeptions- und Wissenschaftsgeschichte sowie eine Supplement-Reihe ergänzt werden.

## Der „Ur-Pauly“

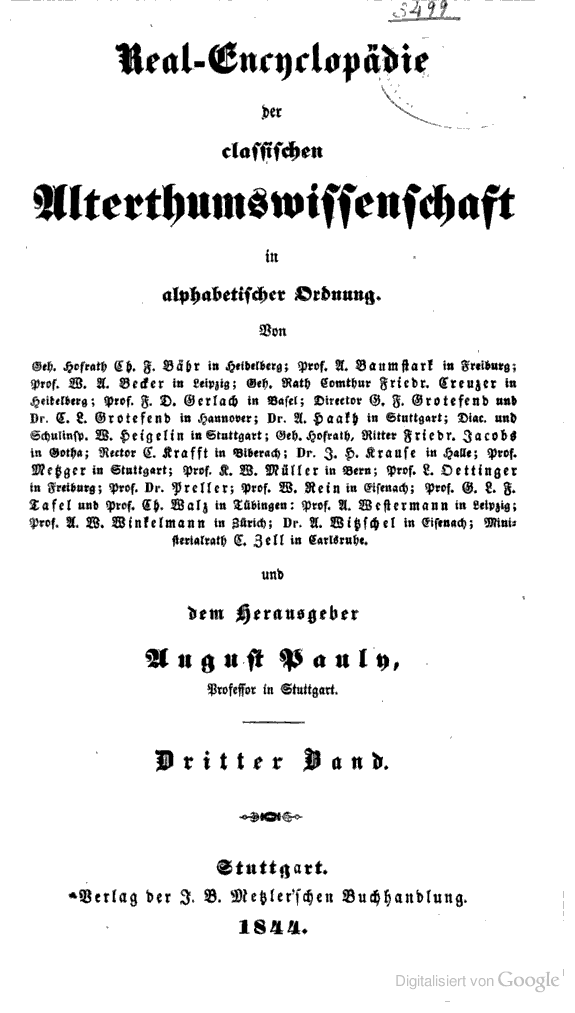
Frontispiz des dritten Bandes, des letzten, dessen Veröffentlichung Pauly erlebte.

August Friedrich Pauly begründete 1837 die Real-Encyclopädie der classischen Alterthumswissenschaft in alphabetischer Ordnung. Ursprünglich wollte Gymnasial-Professor Pauly nur ein Hilfsmittel für Lehrer und Schüler schaffen. Für seine Arbeit gewann er siebzehn Mitautoren. Die orientalischen Randgebiete der „klassischen“ Antike wurden nur dann betrachtet, wenn es griechische oder lateinische Quellen dazu gab. Nach dem Tode des Herausgebers Pauly (1845) setzten Ernst Christian von Walz und Wilhelm Siegmund Teuffel dessen Arbeit fort, gewannen mehr Mitarbeiter und brachten den Pauly auf ein höheres wissenschaftliches Niveau. Randkulturen und die Byzantinistik wurden jetzt stärker berücksichtigt. Bis 1852 entstanden sechs Bände in sieben Teilbänden.
1864–1866 begann Teuffel auf Anregung des Metzlerverlages, in dem die Real-Encyclopädie erschien, mit einer Neubearbeitung des ersten Bandes. Schon damals hatten sich viele neue Erkenntnisse angesammelt, so dass der erste Band in der Bearbeitung nun in zwei Teilbänden erschien. Weitere Überarbeitungen waren nicht geplant, so dass das Projekt erst mit der Neubearbeitung durch Georg Wissowa fortgesetzt wurde. Am Ende bestand der „Ur-Pauly“ also aus acht Teilbänden.
Die 48 Mitarbeiter zählt Teuffel im Nachwort zum 6. Band auf: Otto Abel, Johann Christian Felix Bähr, Wilhelm von Bäumlein, Anton Baumstark, Wilhelm Adolf Becker, Ludwig Oskar Bröcker, Karl Georg Bruns, Karl von Cleß, Karl Alois Fickler, Albert Forbiger, Karl Fortlage, Ludwig von Georgii, Franz Dorotheus Gerlach, Georg Friedrich Grotefend, Karl Ludwig Grotefend, Adolf Haakh, Wilhelm Heigelin (1805–1874, Schulinspektor in Stuttgart), Adolph Helfferich, Friedrich Jacobs, Otto Keller, Heinrich Kern, Wilhelm Koner, Otto Köstlin, Karl Krafft, Johann Heinrich Krause, Theodor Ladewig, Ernst Heinrich Meier, Karl Ludwig Friedrich Mezger, Karl Wilhelm Müller, Karl Wilhelm Nitzsch, Ludwig Oettinger, Wilhelm Matthäus Pahl, August Friedrich Pauly, Ludwig Preller, Wilhelm Rein sen., Rudolf von Roth, Gustav von Rümelin, Karl Steinhart, Gottlieb Lukas Friedrich Tafel, Wilhelm Siegmund Teuffel, Julius August Wagenmann, Ernst Christian Walz, Anton Westermann, Friedrich Wieseler, August Witzschel, Karl Zell und Eduard Zeller.
Neben den Arbeiten von Wissenschaftlern wie August Boeckh, Leopold von Ranke, Johann Gustav Droysen, Eduard Gerhard, Theodor Panofka, Friedrich Gottlieb Welcker, Ludwig Ross, Friedrich Ritschl, Immanuel Bekker, Otto Jahn, Ernst Curtius, Karl Otfried Müller und Theodor Mommsen untermauerte Pauly mit seinem Lexikon die Vorrangstellung der deutschen Altertumswissenschaften, die erst durch die Rassenpolitik der Nazis und den Zweiten Weltkrieg verloren ging. Der Pauly war schon in der ersten Form ein epochales Meisterwerk, das nicht nur Anstoß für die folgenden Bearbeitungen war, sondern auch für andere Lexika wie Friedrich Lübkers Reallexikon des classischen Alterthums für Gymnasien.

## Die RE

### Entstehung und Umfang
Auf Grundlage des „Ur-Pauly“ wurde – nachdem der ursprünglich vorgesehene Herausgeber Otto Crusius abgelehnt hatte – von Georg Wissowa ab 1890 neu herausgegeben: Paulys Realencyclopädie der classischen Altertumswissenschaft. Neue Bearbeitung. Unter Mitwirkung zahlreicher Fachgenossen herausgegeben von Georg Wissowa [später …] fortgeführt von Wilhelm Kroll und Karl Mittelhaus.
Das Projekt sollte nach der ursprünglichen Planung innerhalb von zehn Jahren abgeschlossen sein; tatsächlich wurden es 78 Jahre, in denen vier weitere Herausgeber Wissowas Arbeit fortsetzten: Wilhelm Kroll (1906–1939), Karl Mittelhaus (1939–1946), Konrat Ziegler (1946–1974, von 1958 bis 1961 mit Walther John) und Hans Gärtner (1974–1980). Zunächst erschien das Lexikon im Verlag J.B. Metzler, später im Verlag Druckenmüller. Heute liegen alle Rechte wieder beim Metzler-Verlag, der 2015 vom Springer-Verlag übernommen wurde.
Da bald absehbar war, dass das Ziel nicht so schnell wie angenommen zu erreichen war, und man befürchtete, das Werk in seiner Gesamtheit zu gefährden, begann Wilhelm Kroll 1914 (dieser Band erschien parallel zum ersten Supplementband) mit Unterstützung Kurt Wittes (1911–1923) eine zweite Reihe, die mit dem Buchstaben R einsetzte. Die Bände der zweiten Reihe erschienen im Vergleich zur ersten in großem zeitlichen Abstand (drei bis vier Jahre).
Der Pauly-Wissowa besteht nach dem Abschluss der Neuausgabe, der 1978 erfolgte, aus 68 Halbbänden und 15 Supplementbänden; hinzu kommt ein Register der Nachträge und Supplementbände, das aus dem Jahr 1980 stammt (darin unter anderem eine Würdigung der Arbeit Konrat Zieglers von Hans Gärtner). Ebenfalls 1980 erschien in den USA ein Index von John P. Murphy. 1997 schließlich erschienen ein Gesamtregister in zwei Teilen (alphabetischer und systematischer Teil), 2000 ein Systematisches Sach- und Suchregister auf CD-ROM.
Seit 2007 entsteht eine Online-Fassung der gemeinfreien Teile der RE bei Wikisource.
Im ersten Band von 1894 sind 119 Mitarbeiter mit Vornamen, Wirkungsort, Arbeitsgebiet und akademischen Titeln aufgeführt. Gerhard Winkler führte im letzten Supplementband 16 von 1980 eine Liste von 1096 Mitarbeitern zwischen 1893 und 1978 an, deren Vornamen erst durch bibliographische Recherche ergänzt werden mussten. Außer den Vornamen sind nur die Bände bzw. Halbbände aufgeführt, zu denen sie Beiträge lieferten.

### Bewertung
Die RE ist das weltweit umfassendste Nachschlagewerk auf dem Gebiet der Altertums-, der Geschichts- und verwandter Wissenschaften. Insgesamt haben über 1100 Autoren Artikel und Nachträge zu dem Projekt beigesteuert.
Die Artikel der RE wurden in der Regel von für das jeweilige Thema anerkannten Experten geschrieben, wobei manche Artikel aufgrund der Länge schon den Charakter kleinerer Monographien haben (etwa Matthias Gelzers Cicero als Politiker); einige Artikel erschienen dann auch als separater Sonderdruck (so z. B. Albin Leskys Homeros oder Berthold Rubins Prokopios von Caesarea). Eine Reihe von Artikeln ist mittlerweile ganz oder teilweise veraltet, und mitunter findet sich auch recht Eigenwilliges. Die zwischen 1933 und 1945 entstandenen Bände sind zudem nicht immer frei von nationalsozialistischer Ideologie (vgl. etwa Fritz Schachermeyrs Artikel zu Peisistratos).
Viele biographische Artikel über Personen der römischen Republik stammen etwa von Friedrich Münzer; für die Spätantike schrieben Otto Seeck, Wilhelm Enßlin, Berthold Rubin und Adolf Lippold (der auch für den Kleinen Pauly mehrere Artikel verfasste) einige der wichtigsten Artikel. Manche begnügten sich in ihren Artikeln nicht mit der communis opinio, sondern verfochten eigene Hypothesen, darunter der Latinist Franz Skutsch und der heute vergessene Althistoriker Valerian von Schoeffer.
Obwohl der Forschungsstand der RE in weiten Teilen nicht mehr für die moderne Forschung repräsentativ ist, ist sie ein in ihrer Gesamtheit nicht überholtes Grundlagenwerk, zumal sie die seinerzeit bekannten literarischen Quellen in der Regel nahezu vollständig erschließt. Allerdings ist die Benutzung für den Laien etwas problematisch, da man bei bestimmten Verfahren – wie etwa die Einordnung von römischen Persönlichkeiten unter ihren Gentilnamen oder die Einordnung der altgriechischen Lemmata in griechischer Sprache und Schrift – eine klassische Bildung voraussetzte, die heute allenfalls noch Fachleute besitzen. Grundsätzlich gilt: Was beim alphabetisch fortlaufenden Abfassen der Bände der RE über die Antike bekannt war, ist dort auch meist zu finden. Man wird nicht vergeblich nach Themen oder Personen suchen, es sei denn, sie wurden erst später entdeckt. Selbst dann können die Artikel in Form von Nachträgen vorhanden sein, wie etwa im Fall der Göttin Aphaia. Nicht nur für deutschsprachige Altertumskundler ist die RE nach wie vor ein unverzichtbares Arbeitsinstrument.
Bernhard Kytzler schrieb 1979 in der Zeit:

„Kein anderes Fach der Geisteswissenschaften hat eine annähernd gleichwertige generelle große Dokumentation vorzuweisen; kein anderes Land besitzt in seiner Sprache eine solche Summe seines Wissens über die Alte Welt. […] als lexikalische Leistung bleibt die monumentale Großausgabe ein einzigartiges Verdienst: Sie bietet ein Zeugnis deutscher Gelehrsamkeit, das als ein vielleicht unwiederholbares Denkmal des Zusammenwirkens von Akribie und Ausdauer, Scharfsinn und Wissensfülle, Zähigkeit und Zielstrebigkeit auch von späteren Generationen zu bewundern sein wird.“

Oder mit den Worten Wolfgang Schullers: 

„Die RE […] ist ein unerreicht vollständiges Werk, von dem es eigentlich ein Wunder ist, daß es trotz der Katastrophen des 20. Jahrhunderts beendet werden konnte.“

## Der Kleine Pauly (KlP)
Auf der Grundlage des Pauly-Wissowa entstand in den Jahren 1964 bis 1975 Der Kleine Pauly. Lexikon der Antike. Auf Grundlage von Pauly’s Realenzyklopädie der classischen Altertumswissenschaft unter Mitwirkung zahlreicher Fachgelehrter herausgegeben von Konrat Ziegler, Walther Sontheimer und Hans Gärtner in fünf Bänden. Die Artikel waren in der Regel weitaus kürzer; sie wurden von anerkannten Fachleuten neu geschrieben und mit aktuelleren Literaturangaben versehen (die freilich inzwischen auch teils überholt sind). Der Kleine Pauly hat sich rasch einen guten Ruf als nüchternes, zuverlässiges Nachschlagewerk erworben und wird auch heute noch durchaus zitiert, wobei allerdings mittlerweile der Forschungsstand teilweise veraltet ist. Positiv hervorzuheben ist wie bei der RE die Quellennähe der meisten Artikel, die bis heute eine rasche Orientierung über die wichtigsten antiken Zeugnisse zu einem Thema ermöglicht. Beachten muss man, dass es am Ende jedes Bandes Korrekturen und Nachträge gibt und dass am Ende des fünften und letzten Bandes zusätzlich nochmals solche für alle vorigen Bände folgen.
Anders als der „große Bruder“, die RE, widmet sich der Kleine Pauly weitaus intensiver als diese auch „Randgebieten“ der Klassischen Altertumswissenschaft, wie dem Christentum, der Altorientalistik oder der Byzantinistik.
Im Deutschen Taschenbuch Verlag ist der Kleine Pauly früh in einer Paperbackausgabe erschienen. Sie ist bei Wissenschaftlern, Studenten, Lehrern und teils sogar Schülern weit verbreitet.

## Der Neue Pauly (DNP)
Nachdem er alle Rechte an der RE zurückerworben hatte, begann der J. B. Metzler Verlag 1996 damit, eine neue Enzyklopädie zur Antike herauszugeben: Der Neue Pauly. Enzyklopädie der Antike (abgekürzt DNP).
Anders als seine Vorgänger stellt Der Neue Pauly zwar auch die klassische Antike in den Mittelpunkt, erweitert das Spektrum jedoch beträchtlich. Die Wurzeln und Grundlagen der griechisch-römischen Welt in den altorientalischen und ägyptischen Kulturen wurden nun eingehender einbezogen, wie auch Wechselwirkungen mit den Nachbarvölkern und Kulturen (Iraner, Semiten, Kelten, Germanen, Slawen), zudem wurde die Byzantinistik aufgenommen. Ebenso wurde verstärkt auf das antike Judentum, das frühe Christentum und den entstehenden Islam eingegangen. Auch die Transformation der Alten Welt im Rahmen der Spätantike wird stärker berücksichtigt, weshalb die Zeit bis zum Jahr 600 nun intensiver behandelt wird.
Der Neue Pauly ersetzt an Ausführlichkeit nicht die RE, an Überschaubarkeit und Erschwinglichkeit nicht den Kleinen Pauly. In der Fachwelt wird die wissenschaftliche Bedeutung daher sehr unterschiedlich beurteilt. In der Praxis wird das Lexikon aufgrund der Aktualisierung des Forschungsstandes und der Literaturangaben aber häufig verwendet, insbesondere auch in der universitären Lehre. Es existiert derzeit fächerübergreifend kein Lexikon, das in vergleichbarem Umfang in ähnlich kurzer Zeit entstanden ist und damit, mit den genannten nicht unerheblichen Einschränkungen, die Bandbreite der gegenwärtigen Forschung widerspiegelt.

### Ausgaben
- Konrat Ziegler (Hrsg.): Pauly’s Real-Encylopädie der classischen Altertumswissenschaft. Neubearbeitung, begonnen von Georg Wissowa, fortgeführt von Wilhelm Groll und Karl Mittelhaus. Stuttgart 1894–1963 (1. Reihe I–XXIX), 1914–1972 (2. Reihe I–X) und 1912–1978 (Supplementbände), Register von Hans Gärtner und Albert Wünsch, München 1980.
- Konrat Ziegler: Der Kleine Pauly, Lexikon der Antike (in 5 Bänden) auf der Grundlage von Pauly’s Realencyclopädie der classischen Altertumswissenschaft unter Mitwirkung zahlreicher Fachgelehrter bearbeitet und herausgegeben von Konrat Ziegler und Walther Sontheimer. dtv, München 1979, ISBN 3-423-05963-X.
- Hubert Cancik, Helmut Schneider, Brigitte Egger, Jochen Derlien und andere (Hrsg.): Der Neue Pauly. Enzyklopädie der Antike. 16 Bände (in 19 Teilbänden sowie 6 Supplementbänden). Metzler, Stuttgart/Weimar 1996–2010, ISBN 3-476-01470-3; Neudruck ebenda 2012.
- Hubert Cancik, Helmuth Schneider, Manfred Landfester (Hrsg.): Der Neue Pauly. Enzyklopädie der Antike, Jubiläumsausgabe. Metzler, Stuttgart 2007, ISBN 978-3-476-02223-3 (Das klassische Altertum und seine Rezeptionsgeschichte: 13 Bände Altertum A – Z, 5 Bände Rezeptions- und Wissenschaftsgeschichte, 1 Registerband)
- Hubert Cancik, Helmuth Schneider (Hrsg.): New Pauly Online, deutsche und englische Version, die laufend ergänzt wird. Brill, Leiden
- Hubert Cancik, Helmuth Schneider, Manfred Landfester (Hrsg.): Der Neue Pauly. Enzyklopädie der Antike, Sonderausgabe. WBG (Wissenschaftliche Buchgesellschaft), Darmstadt 2015, ISBN 978-3-534-26764-4 (Das klassische Altertum und seine Rezeptionsgeschichte: 18 Bände, 1 Registerband, inkl. Zusatzband Historischer Atlas der Antiken Welt)

### Sekundärliteratur
- Johannes Irmscher: Ein Jahrhundertunternehmen kam zum Abschluß, der Pauly-Wissowa. In: Philologus 129, 1985, S. 133–142.
- Hubert Cancik, Matthias Kopp: „Der Neue Pauly“. EDV-gestützte Redaktion und Produktion einer Enzyklopädie. In: Historical Social Research/Historische Sozialforschung 23, 1998, S. 128–136 (PDF, 458 kB)
- Wolfhart Unte: Georg Wissowa (1859–1931) als Promotor der Klassischen Altertumswissenschaft. In: Jahrbuch der Schlesischen Friedrich-Wilhelms-Universität zu Breslau 40/41, 1999/2000, S. 327–356 (Nachdruck in: Wolfhart Unte: Heroen und Epigonen. Gelehrtenbiographien der klassischen Altertumswissenschaft im 19. und 20. Jahrhundert, St. Katherinen 2003, S. 367–398).
- Manfred Landfester: Antikerezeption – ein enzyklopädisches Projekt. Der „Neue Pauly“. Teil II wird in Gießen herausgegeben. In: Spiegel der Forschung. 18, 2001, Heft 1, S. 70–75 (PDF, 1257 kB).
- Udo W. Scholz: Die Breslauer klassische Philologie und die Realenzyklopädie der klassischen Altertumswissenschaft. In: Jahrbuch der Schlesischen Friedrich-Wilhelms-Universität zu Breslau 62–64, 2001–2003, S. 311–326.
- Eckart Mensching: Zur Entstehung eines Fortsetzungswerks: Die „RE“ oder der „Pauly-Wissowa“. In: Latein und Griechisch in Berlin und Brandenburg 47, 2003, S. 142–157 (Nachdruck in Eckart Mensching: Nugae zur Philologie-Geschichte XIII. Technische Universität, Berlin 2003, ISBN 3-7983-1938-3, S. 9–33).
- Carl Joachim Classen: «Vita brevis – ars longa»: Pauly’s beginnings and Wissowa-Kroll-Ziegler’s monumental achievement. In: Eikasmós 21, 2010, S. 423–437 (PDF, 216 kB).